# Tim Schenken
Tim Schenken, avstralski dirkač Formule 1, * 26. september 1943, Sydney, Avstralija.
Tim Schenken je upokojeni avstralski dirkač Formule 1. Debitiral je v sezoni 1970, ko je nastopil na štirih dirkah, toda ni dosegel uvrstitve. V naslednji sezoni 1971 je dosegel svojo prvo uvrstitev v točke s šestim mestom na Veliki nagradi Nemčije, na naslednji dirki za Veliko nagrado Avstrije pa je dosegel tretje mesto, svoj največji uspeh v karieri. Na prvi dirki sezone 1972 za Velike nagrado Argentine je s petim mestom dosegel svojo zadnjo uvrstitev v točke, kajti v nadaljevanju te sezone in v sezonah 1973 in 1974 se mu višje od sedmega mesta ni več uspelo uvrstiti. Po koncu sezone 1974 se je upokojil.

## Popolni rezultati Formule 1
(legenda) (odebeljene dirke pomenijo najboljši štartni položaj, poševne pa najhitrejši krog, †-uvrščen kljub odstopu)
| Leto | Moštvo                       | Šasija          | Motor       | 1     | 2       | 3      | 4       | 5       | 6       | 7      | 8       | 9       | 10      | 11      | 12      | 13      | 14     | 15      | Prv | Toč |
| ---- | ---------------------------- | --------------- | ----------- | ----- | ------- | ------ | ------- | ------- | ------- | ------ | ------- | ------- | ------- | ------- | ------- | ------- | ------ | ------- | --- | --- |
| 1970 | Frank Williams Racing Cars   | De Tomaso 505   | Cosworth V8 | JAR   | ŠPA     | MON    | BEL     | NIZ     | FRA     | VB     | NEM     | AVT Ret | ITA Ret | KAN NC  | ZDA Ret | MEH     |        |         | -   | 0   |
| 1971 | Motor Racing Developments    | Brabham BT33    | Cosworth V8 | JAR   | ŠPA 9   | MON 10 | NIZ Ret | FRA 12  | VB 12   | NEM 6  | AVT 3   | ITA Ret | KAN Ret | ZDA Ret |         |         |        |         | 14. | 5   |
| 1972 | Brooke Bond Oxo Team Surtees | Surtees TS9B    | Cosworth V8 | ARG 5 | JAR Ret | ŠPA 8  |         |         |         |        |         |         |         |         |         |         |        |         | 19. | 2   |
| 1972 | Flame Out-Team Surtees       | Surtees TS9B    | Cosworth V8 |       |         |        |         |         | FRA 17  | VB Ret |         |         |         |         |         |         |        |         | 19. | 2   |
| 1972 | Team Surtees                 | Surtees TS9B    | Cosworth V8 |       |         |        | MON Ret | BEL Ret |         |        | NEM 14  | AVT 11  | ITA Ret | KAN 7   |         |         |        |         | 19. | 2   |
| 1972 | Team Surtees                 | Surtees TS14    | Cosworth V8 |       |         |        |         |         |         |        |         |         |         |         | ZDA Ret |         |        |         | 19. | 2   |
| 1973 | Frank Williams Racing Cars   | Iso Williams 1R | Cosworth V8 | ARG   | BRA     | JAR    | ŠPA     | BEL     | MON     | ŠVE    | FRA     | VB      | NIZ     | NEM     | AVT     | ITA     | KAN 14 | ZDA     | -   | 0   |
| 1974 | Trojan-Tauranac Racing       | Trojan T103     | Cosworth V8 | ARG   | BRA     | JAR    | ŠPA 14  | BEL 10  | MON Ret | ŠVE    | NIZ DNQ | FRA     | VB Ret  | NEM DNQ | AVT 10  | ITA Ret | KAN    |         | -   | 0   |
| 1974 | John Player Team Lotus       | Lotus 76        | Cosworth V8 |       |         |        |         |         |         |        |         |         |         |         |         |         |        | ZDA DSQ | -   | 0   |